# Station Merny
Station Merny is een voormalige spoorweghalte langs spoorlijn 166 (Dinant-Bertrix) in de gemeente Paliseul.

## Aantal instappende reizigers
De grafiek en tabel geven het gemiddeld aantal instappende reizigers weer op een week-, zater- en zondag.
| Tabel: aantal instappende reizigers station Merny | Tabel: aantal instappende reizigers station Merny | Tabel: aantal instappende reizigers station Merny | Tabel: aantal instappende reizigers station Merny |
|                                                   | Weekdag                                           | Zaterdag                                          | Zondag                                            |
| ------------------------------------------------- | ------------------------------------------------- | ------------------------------------------------- | ------------------------------------------------- |
| 1977                                              | 19                                                | 5                                                 | 3                                                 |
| 1978                                              | 20                                                | 5                                                 | 2                                                 |
| 1979                                              | 14                                                | 3                                                 | 3                                                 |
| 1980                                              | 17                                                | 2                                                 | 4                                                 |
| 1981                                              | 20                                                | 5                                                 | 1                                                 |
| 1982                                              | 12                                                | 6                                                 | 2                                                 |
| 1983                                              | 15                                                | 0                                                 | 3                                                 |

2,2: Anseremme ·
4,7: Walzin ·
7,2: Gendron-Celles ·
10,4: Château d'Ardenne ·
12,2: Houyet ·
17,5: Wiesme ·
22,2: Beauraing ·
25,0: Martouzin ·
27,2: Pondrôme ·
31,3: Thanville ·
35,3: Vonêche ·
37,0: Gedinne ·
45,4: Louette-Saint-Denis ·
49,3: Bièvre ·
51,6: Graide ·
55,2: Carlsbourg ·
56,3: Merny ·
58,2: Paliseul ·
60,3: Nollevaux ·
61,5: Offagne ·
65,2: Glaumont ·
68,3: Burhaimont ·
70,2: Bertrix